# Edifici a la plaça Pati, 6 (Valls)
L'Edifici a la plaça Pati, 6 de Valls (Alt Camp), és un monument inclòs en l'Inventari del Patrimoni Arquitectònic de Catalunya.

## Descripció
Edifici entre mitgeres de planta baixa (modificada), tres pisos i terrat. Al primer pis hi ha un balcó corregut amb tres portes allindanades i un cos central lleugerament sobresortint. Al segon pis hi ha també un balcó corregut amb tribuna central (modificada), que enllaça amb el balcó del tercer pis de les mateixes característiques. L'edifici es corona amb cornisa i barana amb balustres separats per pilars que corresponen a la distribució vertical de la façana. Les baranes del primer i segon pis són de ferro colat, i les del tercer pis de forja. Les portes dels balcons del primer pis estan resseguides per una decoració modernista, i entre la llinda i el balcó superior hi ha una banda horitzontal amb decoració floral. El model decoratiu es repeteix en els pisos superiors, malgrat que les alçades minvant limiten la composició. La façana està arrebossada imitant encoixinats.

## Història
L'edifici, construït a principis del segle xx, fou concebut no com a mostra d'estil, sinó com a construcció funcional (habitatge plurifamiliar), tot i participar de les característiques formals del modernisme que es desenvolupava en aquell moment. Aquest caràcter funcional ha fet que al llarg dels anys s'hagi vist modificat.